# Mendoncia aspera
Mendoncia aspera är en akantusväxtart som först beskrevs av Hipólito Ruiz López och Pav., och fick sitt nu gällande namn av Christian Gottfried Daniel Nees von Esenbeck. Mendoncia aspera ingår i släktet Mendoncia och familjen akantusväxter. Inga underarter finns listade i Catalogue of Life.